# 900
900 (CM) byl přestupný rok, který dle juliánského kalendáře začal v úterý.
Podle islámského kalendáře započal dne 11. ledna rok 287, podle židovského kalendáře započal dne 20. září rok 4 461.

## Události

### Podle místa

#### Abbásovský chalífát
- Byzantsko-arabské války: Císař Leon VI. Moudrý zahajuje ofenzívu proti abbásovské armádě v Kilíkii a Arménii. Nadále pokračuje v boji proti muslimům na Sicílii a v jižní Itálii.
- Budoucí zakladatel Fátimovského chalífátu, Abdullah al-Mahdi Billah, emigruje do Severní Afriky. Prohlašuje se za potomka Fátimy, dcery islámského proroka Mohameda.

#### Evropa
- Jaro – Atenulf I., langobardský kníže z Capui, dobývá Vévodství Benevento. Sesazuje vévodu Radelchise II. a slučuje dvě jižní langobardské vévodství v Mezzogiornu (dnešní Jižní Itálie). Byzantská říše mu nabízí utvoření strategické aliance, aby společně vedli bitvu proti Saracénům. Usazují se na břehu řeky Garigliano. Arabské vojenské tlupy odtud podnikají časté nájezdy do Kampánie.
- Únor – Benedikt IV. zvolen 117. římským papežem.
- 4. únor – Sedmiletý Ludvík IV., přezdívaný Dítě, je jmenován východofranským králem na shromáždění ve Forchheimu (dnešní Bavorsko). Vzhledem k jeho věku je vláda v rukou jiných, tedy v rukou franských šlechticů a biskupů.
- 8. červen – Eduard I. Starší je v Kingstonu nad Temží korunován anglickým králem.
- 17. červen – Balduin II. Flanderský popravuje arcibiskupa z Remeše.
- 29. červen – Benátčané odrážejí nájezdy Maďarů v Rialtu.
- Srpen – Abdallah II. z Ifrikie, syn aghlabovského emíra Ibrahima II., potlačí vzpouru svých muslimských poddaných a poté zahájí kampaň proti posledním byzantským baštám na Sicílii.
- 13. srpna – Svatopluk Lotrinský je zabit v bitvě u řeky Máza, když bojoval se svými vlastními vzbouřenými jednotkami. Ty následně uznávají jako svého vládce Ludvíka IV. a připojují se k Východofranské říši.
- 12. října – Po nájezdech Maďarů v Lombardii je král Ludvík III. ( zvaný "Slepý") povolán do Itálie. Vezme Pavii, donutí krále Berengara I. uprchnout a stává se novým italským králem.
- neznámé datum
  - Skotský král Donald II. je po jedenácti letech vlády zavražděn. Na trůnu jej nahrazuje Konstantin II., který bude vládnout následujících 43 let.
  - Docibilis I. z Gaety a jeho saracénští žoldáci marně útočí na Capuu.
  - Po odmítnutí aliančního návrhu ze strany Bavorska, Maďaři zaútočí na tuto zemi, okupují Panonii a části Austrásie, které se stávají součástí maďarského státu.

## Vědy a umění
- pravděpodobně v tuto dobu sepsal Hubert z Barcelony Traktát o astrolábu

## Úmrtí
- Donald II. skotský král

## Hlavy států

### Evropa

#### Na území dnešní ČR
- České knížectví – Spytihněv I.
- Velkomoravská říše – Mojmír II.

Ostatní
- Anglické království – Eduard I. Starší
  -  Mercie – Æthelred
- Lotharingie – Svatopluk Lotrinský (895–900), poté Ludvík IV. Dítě
- Skotské království – Donald II., po jeho smrti Konstantin II. Skotský
- Uherské království – Arpád
- Papežský stát – Jan IX., po jeho smrti Benedikt IV.
- Norsko – Harald I. Krásnovlasý
- Východofranská říše – Ludvík IV. Dítě
- Západofranská říše – Karel III. Francouzský
- Kyjevská Rus – Oleg
- První bulharská říše – Symeon I.
- Chorvatské knížectví – Mutimír, po jeho smrti Petr
- Córdobský emirát – Abdulláh

### Blízký východ a Severní Afrika
- Byzantská říše – Leon VI. Moudrý
- Abbásovský chálífát – Al-Mutadid

### Dálný východ a Asie
- Saffárovci (území dnešního Íránu a Afghánistánu) – Amr bin al-Laith, poté Táhir bin Muhammad bin `Amr
- Čínské císařství – Čao-cung
- Japonské císařství – Daigo